# Pavel Jeral
Pavel Jeral (15. Juli 1890 in Mladá Boleslav – nach 24. Mai 1942) war ein tschechoslowakischer Opernsänger (Heldentenor). Er wurde in einem Konzentrationslager ermordet.

## Leben

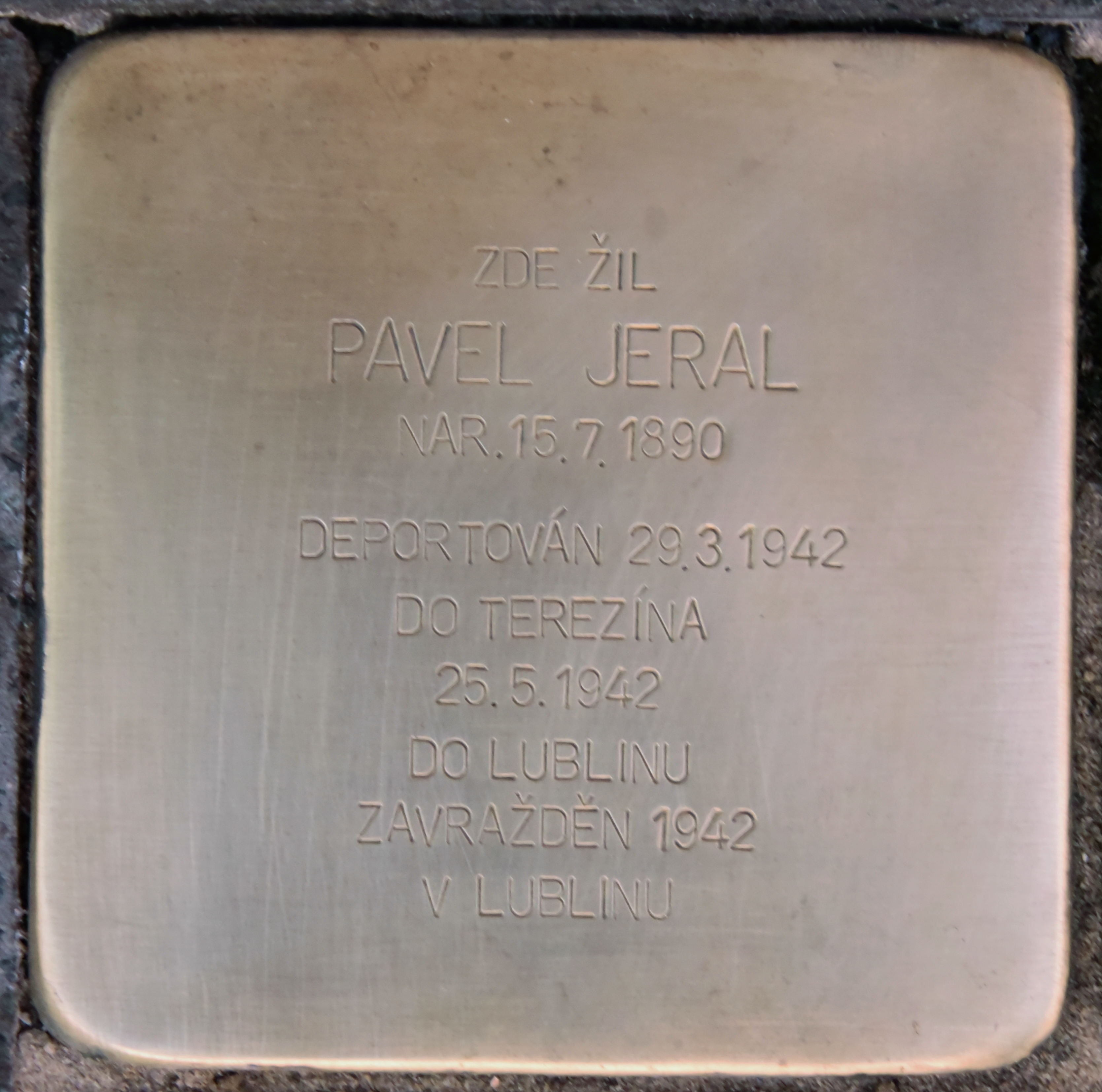
Gedenkstein für Pavel Jeral

Pavel Jeral wurde am Prager Konservatorium ausgebildet. František Neumann holte ihn 1919 ans Brünner Opernhaus, wo er bis 1923 blieb, dann verpflichtete ihn das Landestheater Saarbrücken für 1923/1924. Nach Jerals Rückkehr nach Brünn war er bis 1941 Chasan für die dortige Synagoge, war aber weiterhin als Konzertsänger tätig. Des Weiteren war er von 1925 bis 1942 Gesangslehrer. Am 29. März 1942 wurde er mit den Transport Ae (seine Gefangenen-Nummer auf den Transport lautete 561) von Brünn ins KZ Theresienstadt deportiert. Von dort wurde er am 25. Mai 1942 mit dem Transport Az (seine Gefangenen-Nummer auf den Transport lautete 742) vermutlich nach Lublin überstellt. Mit ihm wurde seine Ehefrau Margit, geborene Klein, und seine zwei Kinder Sylva (geboren 1924) und Richard (geboren 1927) deportiert. Pavel und seine Familie haben die Shoah nicht überlebt.
Am 15. Oktober 2015 wurden für ihn und seine Familie vor dem ehemaligen Wohnsitz in Brünn in der Lidická vier Gedenksteine verlegt.

### Auf der Opernbühne
Jeral war besonders als Sänger der Opern-Repertoires von Smetana, Dvořák und Leoš Janáček bekannt. Er sang unter anderem den Radames, den Tannhäuser (1912/1913) und den Tristan (1924/1925). Am 23. November 1921 gab er in der Uraufführung von Katja Kabanowa (Káťa Kabanová) an der Brünner Oper den Tichon Kabanow.